# Marija Teluschkina
Marija Wladimirowna Teluschkina, verheiratete Marija Solotko (kasachisch Мария Владимировна Телушкина, englisch Mariya Telushkina; * 3. April 1994 in Alma-Ata) ist eine ehemalige kasachische Leichtathletin, die sich auf den Diskuswurf spezialisiert hat und gelegentlich auch im Kugelstoßen an den Start ging. Auch ihre Mutter Tatjana Lessowaja war für die Sowjetunion als Diskuswerferin aktiv.

## Sportliche Laufbahn
Erste internationale Erfahrungen sammelte Marija Teluschkina im Jahr 2012, als sie bei den Juniorenasienmeisterschaften in Colombo mit 12,22 m und 40,11 m jeweils den sechsten Platz im Kugelstoßen und im Diskuswurf belegte. Im Jahr darauf gelangte sie bei den Asienmeisterschaften in Pune mit 42,89 m auf den achten Platz im Diskusbewerb und 2015 wurde sie bei den Asienmeisterschaften in Wuhan mit 41,43 m Neunte. Im Jahr darauf nahm sie an den Olympischen Sommerspielen in Rio de Janeiro teil und schied dort mit 45,33 m in der Qualifikationsrunde ausschied. In den folgenden Jahren konnte sie sich für keine globalen Meisterschaften mehr qualifizieren und beendete daraufhin 2019 ihre aktive sportliche Karriere im Alter von 25 Jahren.
In den Jahren von 2014 bis 2016 und 2019 wurde Teluschkina kasachische Meisterin im Diskuswurf sowie 2016 auch im Kugelstoßen.

## Persönliche Bestleistungen
- Kugelstoßen 14,10 m, 27. Juni 2014 in Almaty
- Diskuswurf: 61,20 m, 10. Juni 2016 in Taschkent